# LGV périphérique Est de Hainan
La LGV périphérique Est de Hainan (chinois : 海南东环高速铁路 ; pinyin : Hǎinán dōng huán gāosù tiělù ; litt. « Ligne à grande vitesse périphérique Est de Hainan) ») est une ligne à grande vitesse reliant les villes de Haikou ou nord de l'île et province de Hainan à Sanya dans son Sud en suivant la rive Est de l'île. Elle a ouvert le 30 décembre 2010 et comporte 15 stations.
La ligne est complémentaire de la LGV périphérique Ouest de Hainan qui a ouvert le 30 décembre 2015.

## Desserte
- Gare de Haikou à Haikou
- gare de Changliu
- gare de Xiuying
- gare de Chengxi
- Gare de Haikou-Est (zh) à Haikou
- Gare de Meilan (zh), situé à l'aéroport international de Haikou-Meilan (code IATA : HAK • code OACI : ZJHK)
- gare de Wenchang, à Wenchang
- gare de Qionghai, au bourg de Jiaji (zh) (chinois : 嘉积镇), centre de Qionghai
- Gare de Bo'ao Bourg de Zhongyuan (zh), près de Bo'ao, Qionghai, et à l'aéroport Qinghai-Bo'ao (zh) (chinois : 琼海博鳌机场, (code IATA : BAR • code OACI : ZJQH))
- Gare de Hele
- Gare de Wanning
- Gare de Shenzhou (zh)
- Gare de Lingshu (zh)]
- Gare de la Baie de Yalong
- Gare de Sanya à Sanya.